# WatchOS 7
watchOS 7 è la settima versione del sistema operativo per Apple Watch sviluppato dalla Apple Inc. È stata presentata durante la Worldwide Developers Conference del giugno 2020. Lo stesso giorno ne è stata pubblicata la prima beta mentre l’uscita per il pubblico è avvenuta il 16 settembre 2020.